# 岩州 (松潘)
岩州，唐朝时设置的羁縻州。治今四川省松潘县红扎乡萨章村。
貞觀五年（631年）分松州交川县置西金州。安置党项羌细封部落，隶属于松州都督府、羁縻轨州都督府。贞观八年（634年），改西金州为岩州。领3县，与岩州同置，金池、甘松、丹岩。无户口。至京师西南2100里。广德元年（763年），吐蕃进攻，唐朝废岩州。 